# Гуамское ущелье
Гуамское ущелье (адыг. Гъуамэ) — узкое глубокое ущелье, в верховьях реки Курджипс. Ущелье расположено между хребтами Гуама и Лаго-Наки, резко обрываясь четырёхсотметровыми скалами к долине реки Курджипс. Находится на территории Апшеронского района Краснодарского края.

## Этимология
Название топонима восходит к адыгскому Гъуамэ: "гъуа" - засушенный, высохший; "мэ" - запах, Гъуамэ - затхлый или засушенный запах. Согласно другой версии, название происходит от адыгского Гъомэ — «запах омелы», где гъо — «омела» и мэ — «запах».

## Описание
Длина ущелья составляет чуть более 5 км, а глубина около 400 м, местами оно сужается до 2 м в ширину. 
В ущелье восстановлена узкоколейная железная дорога, проложенная ещё в 1930-е годы. По состоянию на октябрь 2017 года полотно не восстановлено. Завал можно пересечь пешком по тропе.
Круглый год по отремонтированному участку дороги (1,7 км) ходят две мотодрезины, а также прогулочный поезд, который регулярно перевозит туристов.
Реликтовые леса отличаются разнообразием, в них произрастают самшит, пихта, тис ягодный, бук.

## Галерея
- Гуамское ущелье, восточные ворота
- Гуамское ущелье
- Река Курджипс
- Перспективный вид в южном направлении